# Patellapis pulchrihirta
Patellapis pulchrihirta là một loài Hymenoptera trong họ Halictidae. Loài này được Cockerell mô tả khoa học năm 1933.